# Camp de concentration de Lobor
Le camp de concentration de Lobor (croate : Koncentracioni logor Lobor) était un camp de concentration à Lobor, dans l'État Indépendant de Croatie (aujourd'hui en Croatie).

## Histoire
En fonction du 9 août 1941 jusqu'en novembre 1942, principalement pour y emprisonner des Serbes et les femmes et enfants Juifs.
Il est établi dans un palais abandonné de la famille noble des Keglevich. Le camp est construit et dirigé par les Oustachis, comprenant également 16 de ses gardes qui sont membres de la section locale allemande des Volksdeutsche.
Ses détenus sont soumis à la torture systématiques, au vol et au meurtre des « indisciplinés ». Plus de 2 000 personnes sont prisonniers de ce camp et au moins 200 y sont morts. Il n'y a pas eu de massacres de masse de détenus, 150 détenus sont morts à cause de l'épidémie de typhoïde.
En raison de la forte proportion d'enfants parmi les détenus, ce camp est classé parmi les camps de concentration pour enfant, avec ceux de Jablanac, Mlaka, Bročica, Uštica, Sisak, Jastrebarsko et Gornja Rijeka. Selon certaines sources, le nombre total d'enfants détenus dans des camps de concentration en Croatie, en 1942, était d'au moins 24 000.
Le premier contingent de détenus de 1 300 personnes est transporté au camp de Lobor depuis le camp de concentration de Kruščica. Le nombre de femmes et d'enfants détenus dans le camp atteint 1500 alors que la capacité maximale de ce camp était de 800 détenus,. Toutes les jeunes femmes détenus au camp sont  soumises à des viols par les commandants et les gardes, cela a donné lieu à des grossesses,,,,,,,.
Tous ceux qui réussirent à survivre seront transportés du 13 et le 28 août 1942 au camp d'extermination d'Auschwitz où ils sont tous tués,,,.